# 上野裕久
上野 裕久（うえの ひろひさ、1918年5月16日 - 1997年10月8日）は、日本の憲法学者。

## 略歴
宮崎県北諸県郡高城町（現・都城市）出身。本籍・熊本県。1942年東京帝国大学法学部卒、宮崎大学助教授、佐賀大学助教授、1966年岡山大学教授となり、1984年定年退官、名誉教授、広島修道大学教授を務めた。1991年勲三等旭日中綬章受勲。

## 著書
- 『世界主要憲法集』関書院 1959
- 『仁保事件 別件逮捕と拷問』敬文堂出版部 1970
- 『国民の憲法意識 その推移と形成要因』勁草書房 1970
- 『憲法社会学』勁草書房 1981
- 『農山村と家族の法社会学』法律文化社 1981
- 『もろき平和 歌集』新星書房 1984
- 『憲法の科学的解釈』三省堂 1988
- 『明治初年熊本県の町村会』広島修道大学総合研究所 1989
- 『明治初年九州地方の区町村会』広島修道大学総合研究所 1990
- 『中・四国地方の区町村会と自由民権運動』広島修道大学総合研究所 1992
- 『わが国市町村議会の起源』SBC学術文庫 信山社 1998

### 共編
- 『五ケ国比較憲法集 日米ソ英独 訂』編 大同鮮明図書印刷出版社 1950
- 『法令抄 一般教養法律学』編 大同鮮明印刷所 1950
- 『憲法要義』田畑忍共編 ミネルヴァ書房 1971
- 『社会科学・現代日本の憲法』編 法律文化社 1973
- 『社会科学・現代日本の法学』編 法律文化社 1975
- 『核と平和 日本人の意識』庄野直美、永井秀明共編 法律文化社 1978
- 『現代と憲法』編 文理閣 1981
- 『考える憲法学』編 法律文化社 1981
- 『考える法学』編 法律文化社 1982
- 『現代日本の憲法』編 法律文化社 1983
- 『現代憲法講義』編 法律文化社 1986

### 記念論文集
- 『憲法の科学的考察 上野裕久教授退官記念』稲田陽一, 田畑忍・上田勝美ほか編 法律文化社 1985

## 論文
- <上野裕久